# علي أرباش
علي بن عبد الرحمن تورغوت أرباش (بالتركية: Ali Erbaş)‏ (ولد في «كبادوز» بمحافظة أردو - 1961 م) هو عالم مسلم تركي ورئيس منظمة الشؤون الدينية التركية.
تم تعيينه رئيساً للشؤون الدينية في 2017 م خلفا لمحمد غورمز. يجيد أرباش اللغتين العربية والفرنسية.